# Denis Kljuev
Denis Viktorovič Kljuev (in russo Денис Викторович Клюев?; Mosca, 7 settembre 1973) è un allenatore di calcio ed ex calciatore russo, fino al 1991 sovietico, di ruolo centrocampista.

## Palmarès

### Giocatore

#### Competizioni nazionali
- Campionato belga: 1

Lierse: 1996-1997
- Coppa di Russia: 1

Terek Groznyj: 2003-2004